# Stupro (film)
Stupro (Lipstick) è un film statunitense del 1976 diretto da Lamont Johnson, con protagoniste le sorelle Margaux Hemingway, Chris Sarandon e Anne Bancroft.
Il film narra la storia di uno stupro ad opera di un insegnante di musica.